# オットマール・アンシュッツ

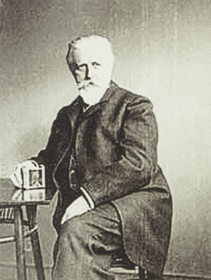
オットマール・アンシュッツ

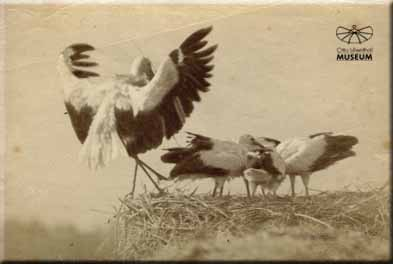
鳥の写真

オットマール・アンシュッツ（Ottomar Anschütz, 1846年5月16日 - 1907年5月30日）は、帝国時代のドイツの写真家。プロイセン王国・ポーゼン州リッサ（現在のポーランド領レシュノ）生まれ。
動物園を私設して持っていたオットマール・アンシュッツは動物の生態撮影のために従前からあったローラーブラインドシャッターを大幅に改良、1882年シャッター幕を先幕後幕の2枚にしてその間隔を任意に変更できるようにし、また幕の速度調節はバネの張力を加減することで変更できるようにし、この組み合わせにより1/10秒から1/1000秒のシャッター速度調整が可能なセルフキャッピング式フォーカルプレーンシャッターを発明、1882年ドイツ特許を取得した。
アンシュッツはこのカメラを方錐型の試作カメラに組み込み、このカメラの原型は1891年に作成された。これを元にゲルツがアンシュッツ・クラップカメラ（後アンシュッツとゲルツの頭を取ってアンゴーと改名した）を市販した。
1889年、ゾートロープを改良発展させ電気式シュネルゼーアーを考案した。